# Euschistospiza
Euschistospiza – rodzaj ptaków z rodziny astryldowatych (Estrildidae).

## Występowanie
Rodzaj obejmuje gatunki występujące w Afryce Subsaharyjskiej.

## Morfologia
Długość ciała 11,5–12 cm, masa ciała 9–14,6 g.

## Systematyka

### Etymologia
Nazwa rodzajowa jest połączeniem greckiego słowa ευ eu – „ładny, dobry” oraz nazwy rodzaju Schistospiza Sharpe, 1888.

### Gatunek typowy
Lagonosticta cinereo-vinacea Sousa

### Podział systematyczny
Do rodzaju należą następujące gatunki:
- Euschistospiza dybowskii – kroplik Dybowskiego
- Euschistospiza cinereovinacea – kroplik ciemny